# Computadora doméstica

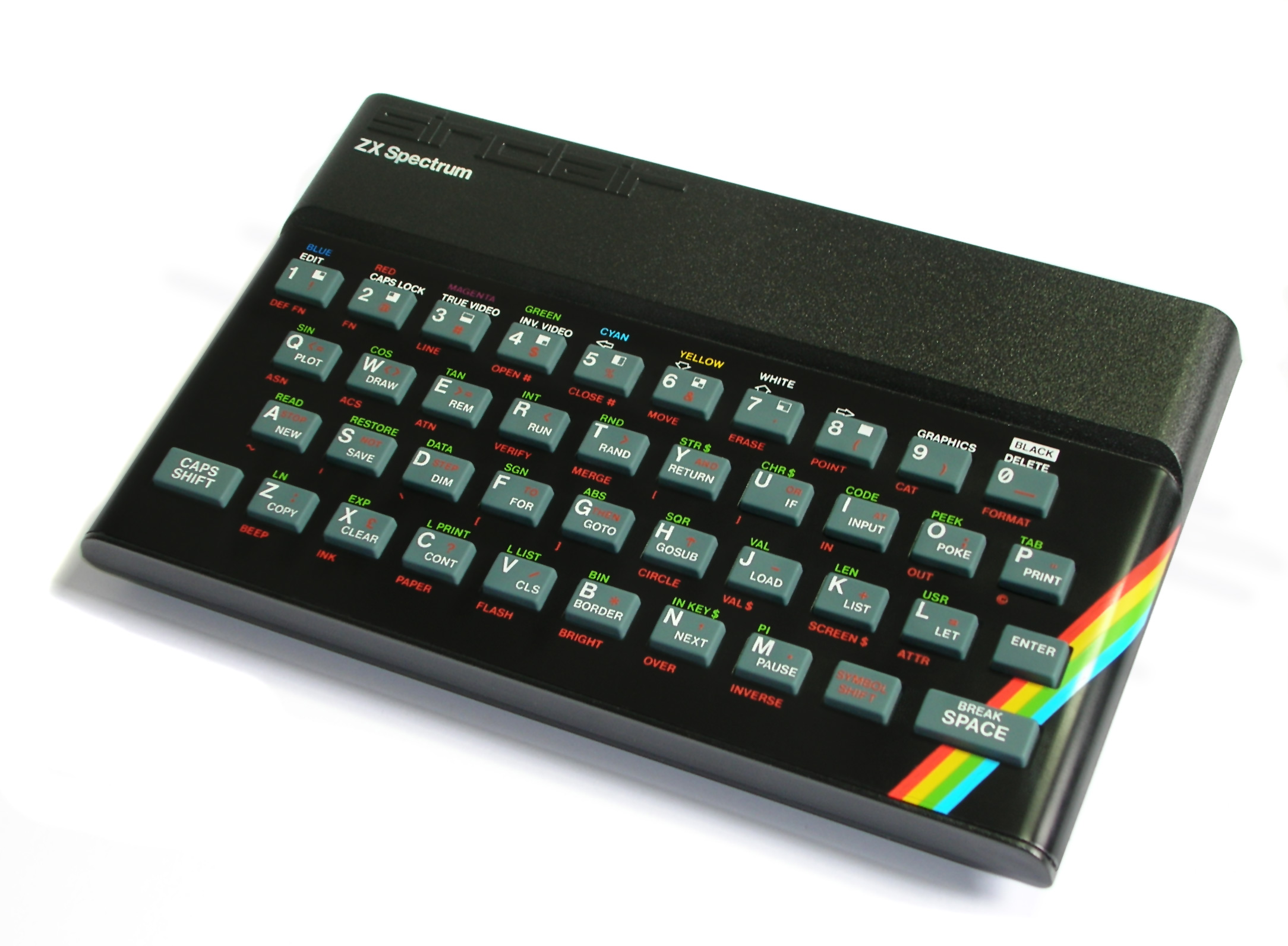
El popular Sinclair ZX Spectrum utilizaba el microprocesador Z80.

Se denomina computadora doméstica, computador doméstico u ordenador doméstico a la segunda generación de computadoras, que entraron en el mercado con el nacimiento del Altair 8800 y se extiende hasta principios de la década de 1990. Esto engloba a todos los ordenadores de 8 bits (principalmente con unidad central de procesamiento —CPU por sus siglas en inglés— Zilog Z80, MOS Technology 6502 o Motorola 6800) y a la primera ola de equipos con CPU de 16 bits (principalmente Motorola 68000 e Intel 8086 y 8088). El término proviene de que llevaron la computadora de la industria al hogar. Aunque se suele excluir de ese grupo a los compatibles IBM PC, lo cierto es que hasta el triunfo definitivo y la adopción del término "computadora personal", tuvieron que competir con las líneas patrocinadas por Atari, Commodore y Apple Computer, por lo que algunos optan por incluir en la categoría de doméstico a los modelos más significativos de 16 bits, o al menos a los compatibles PC orientados al mismo mercado como la gama Tandy.
En cierta manera, guardando cierta similitud con las nuevas formas animales aparecidas en el periodo cámbrico, una gran cantidad de máquinas de todas las clases, incluyendo rarezas como el ordenador Jupiter Ace en lenguaje Forth aparecían en el mercado y desaparecían de nuevo. Algunos tipos de ordenadores permanecieron durante más tiempo, otros evolucionaron tratando de mantener la compatibilidad (existen, por ejemplo, tarjetas de emulación Apple II para los primeros Mac). Sin embargo, al final de la década la mayoría fueron eliminados por la computadora personal compatible con IBM y las generaciones más nuevas de videoconsolas porque ambas utilizaban sus propios formatos incompatibles. La revolución IBM fue provocada en 1981 por la salida del ordenador personal de IBM 5150, el IBM PC.

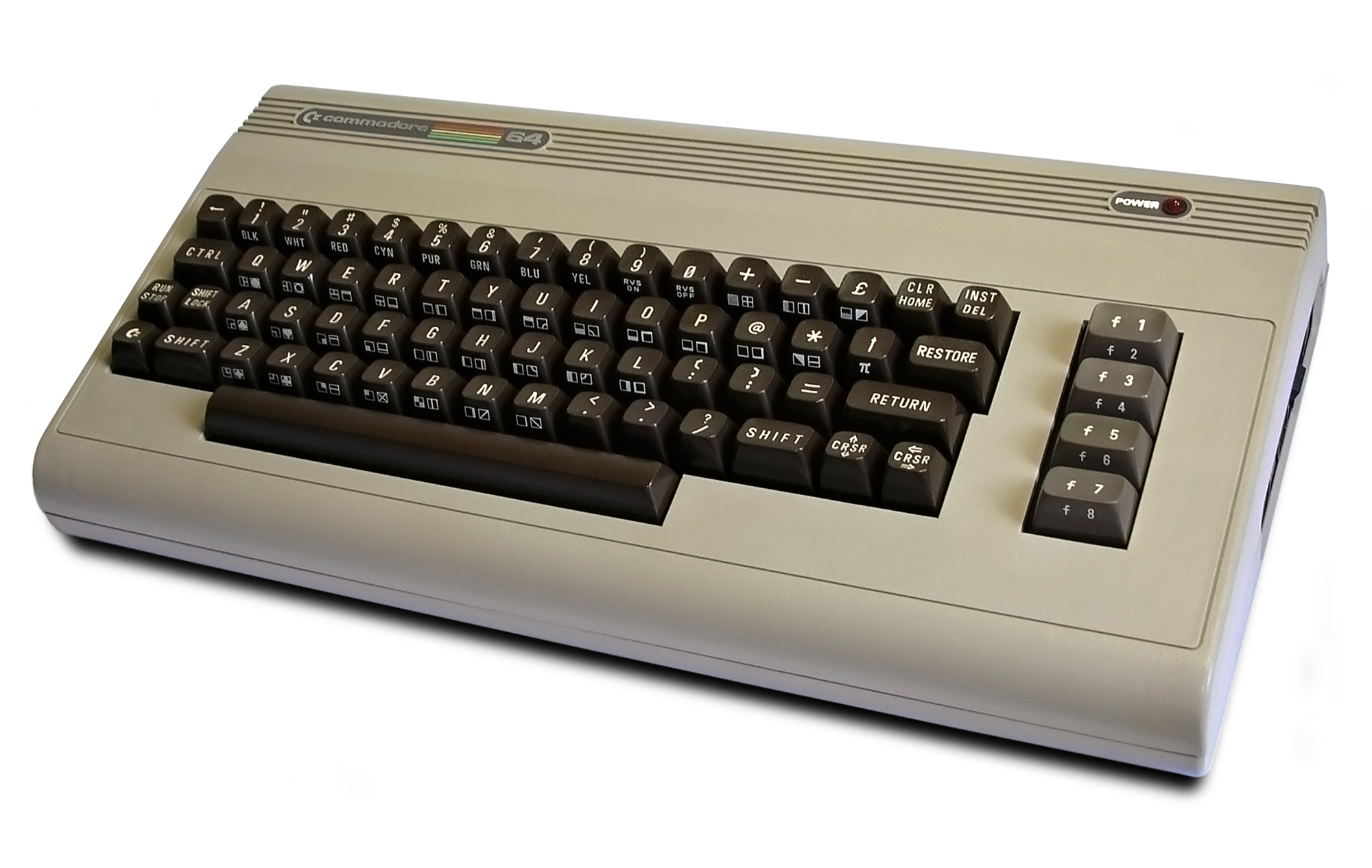
Commodore 64 con 16 colores y teclado profesional.

Pese a ello, siguen existiendo grupos de usuarios que no renuncian a usar y mejorar sus viejos equipos dotándoles de las posibilidades modernas como disco duro o conexión a Internet. Aunque todas son muy activas (teniendo en cuenta la cada vez menor base de usuarios), destacan por mérito propio la de usuarios de MSX en los 8 bits y la de Commodore Amiga en los 16 bits (calificados por un redactor de MacByte como las aldeas de irreductibles galos que resisten el asedio de las legiones Wintel). Asimismo han dado nacimiento a una serie de aficiones que se suelen englobar bajo el vocablo retroinformática.
Una de las más conocidas es la emulación, normalmente por software, pero también por hardware, de estas viejas computadoras y consolas en todo tipo de dispositivos: modernas computadoras personales, consolas, PDA, teléfonos móviles, reproductores de DVD decodificadores de TDT, cámaras fotográficas digitales, etc.
Muchos de estos ordenadores eran superficialmente similares y tenían frecuentemente un teclado de «fabricación barata» integrado en la carcasa que albergaba debajo la placa base con la CPU, una fuente de alimentación externa y como unidad de visualización más común un televisor. Muchas utilizaban casetes de audio compactos como mecanismo (notoriamente poco fiable) de almacenamiento de datos ya que las unidades de disco flexible eran muy caras en aquella época. Su bajo precio era común a la mayoría de las computadoras.
Aparte de casos como CP/M y OS-9, la mayoría tienen en ROM las rutinas básicas (que podrían considerarse su sistema operativo) junto con el lenguaje BASIC. Es lo que hoy suele conocerse como el firmware de los periféricos (una unidad de disco o lectora de DVD puede llevar integrada en su circuitería microcontroladores precisamente basados en las CPUs de estos equipos).